# Grande Prémio de Portugal Nacional 2
Le Grande Prémio de Portugal Nacional 2 (ou Grande Premio Nacional 2 de Portugal) est une course cycliste masculine cyclisme sur route portugaise. La seule édition de la course a lieu en 2018, elle relie en cinq étapes Chaves, au nord du pays, à Faro, au sud, en suivant la route nationale 2, qui traverse le pays.
Elle est organisée par la société Global Sport, avec le soutien de l'association des communes de la route nationale 2 (Associação de Municípios da Rota da Estrada Nacional 2) et de la Fédération portugaise de cyclisme (en). Elle a notamment pour but de promouvoir le tourisme dans les communes et régions traversées,.
Cândido Barbosa, ancien cycliste professionnel et champion du Portugal, est directeur sportif de la course,.
L'édition 2018 est classée en catégorie 2.2 au calendrier de l'UCI Europe Tour. Ses organisateurs avaient l'intention de la faire monter en catégorie 2.1,, mais elle n'a plus été organisée depuis.

## Palmarès
| Année | Vainqueur             | Deuxième           | Troisième      |
| ----- | --------------------- | ------------------ | -------------- |
| 2018  | Mario González Salas, | David de la Fuente | Márcio Barbosa |